# Lobdeburgtunnel
Der Lobdeburgtunnel ist ein rund 600 Meter langer Tunnel zum Schutz gegen Straßenverkehrslärm an der Bundesautobahn 4 südlich von Jena.
Der Tunnel liegt unmittelbar angrenzend an die Saaletalbrücke Jena zwischen den Anschlussstellen Jena-Göschwitz und Jena-Zentrum. Er hat zwei Röhren mit je vier Fahrstreifen auf 46,5 Metern Breite und besitzt eine maximale lichte Höhe von 18,5 Metern.
Der Tunnel wurde ab 2003 mit dem sechsstreifigen Ausbau der A4 im Zuge des Verkehrsprojektes Deutsche Einheit Nr. 15 als landschaftlich integrierte Einhausung errichtet, um das angrenzende Wohngebiet Jena-Lobeda von Verkehrslärm zu entlasten. Auf dem Tunnel wurde ein Park errichtet.

## Bilder

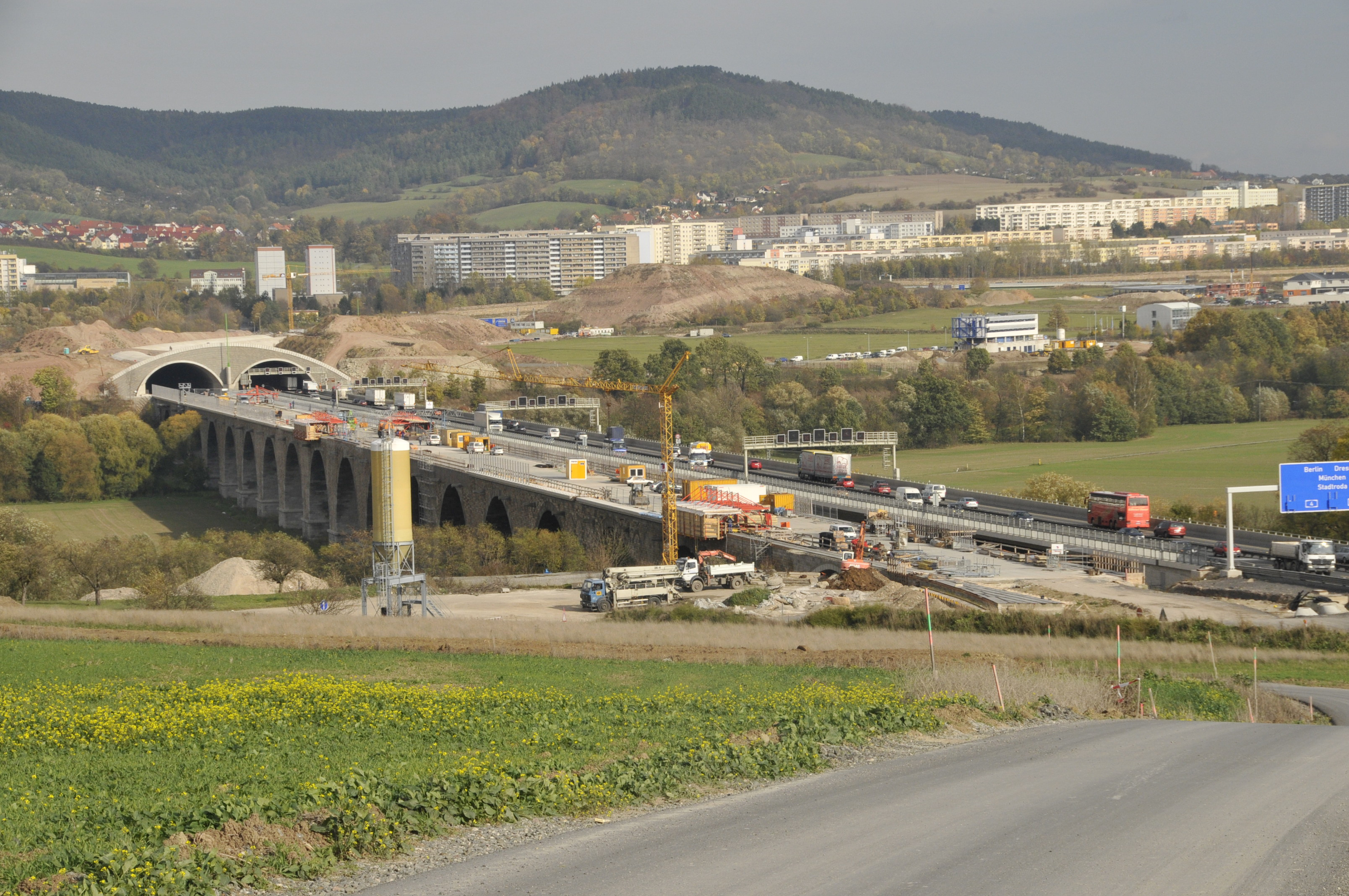
Blick auf die Saaletalbrücke und das Westportal
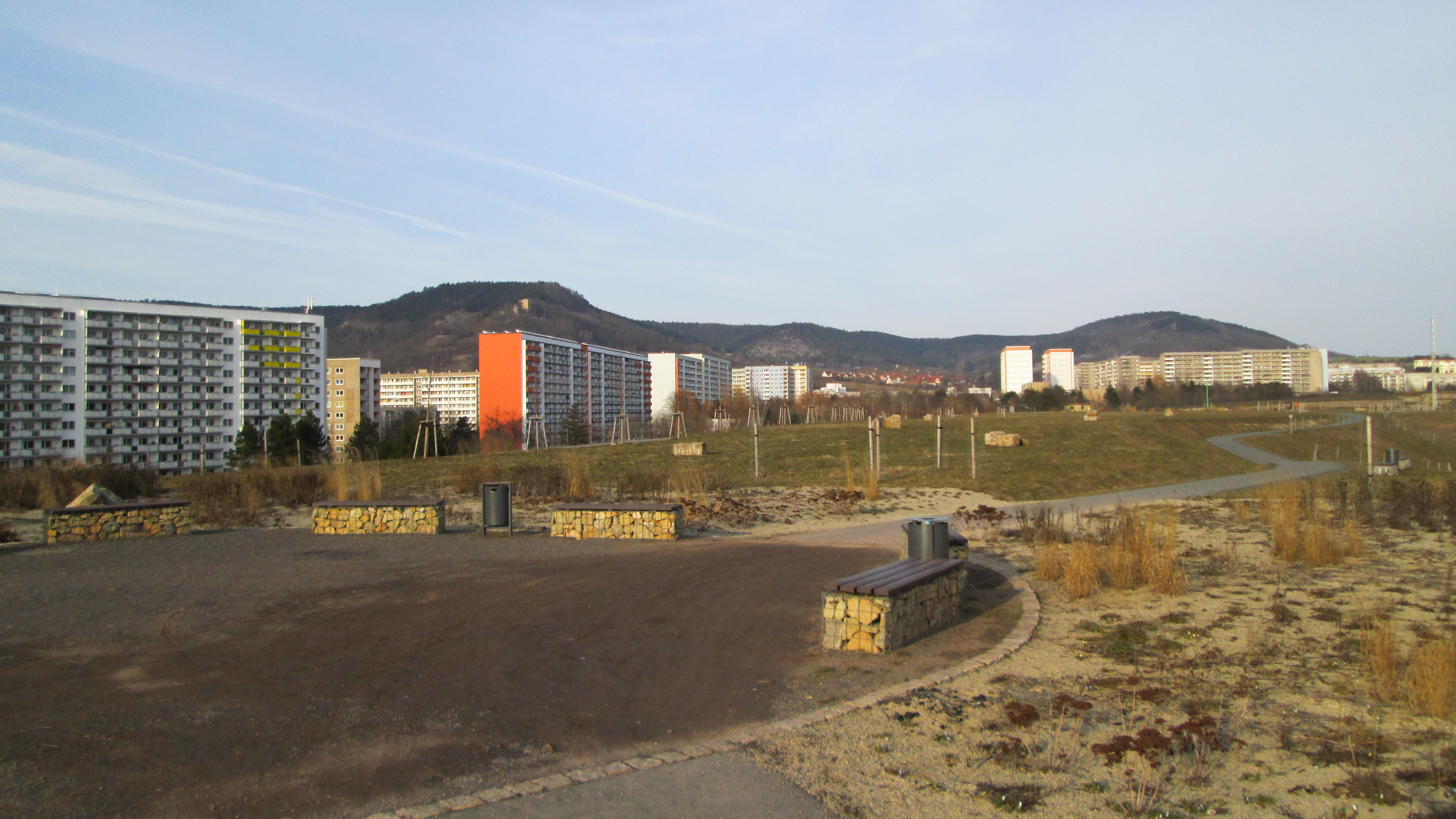
Park auf dem Lobdeburgtunnel
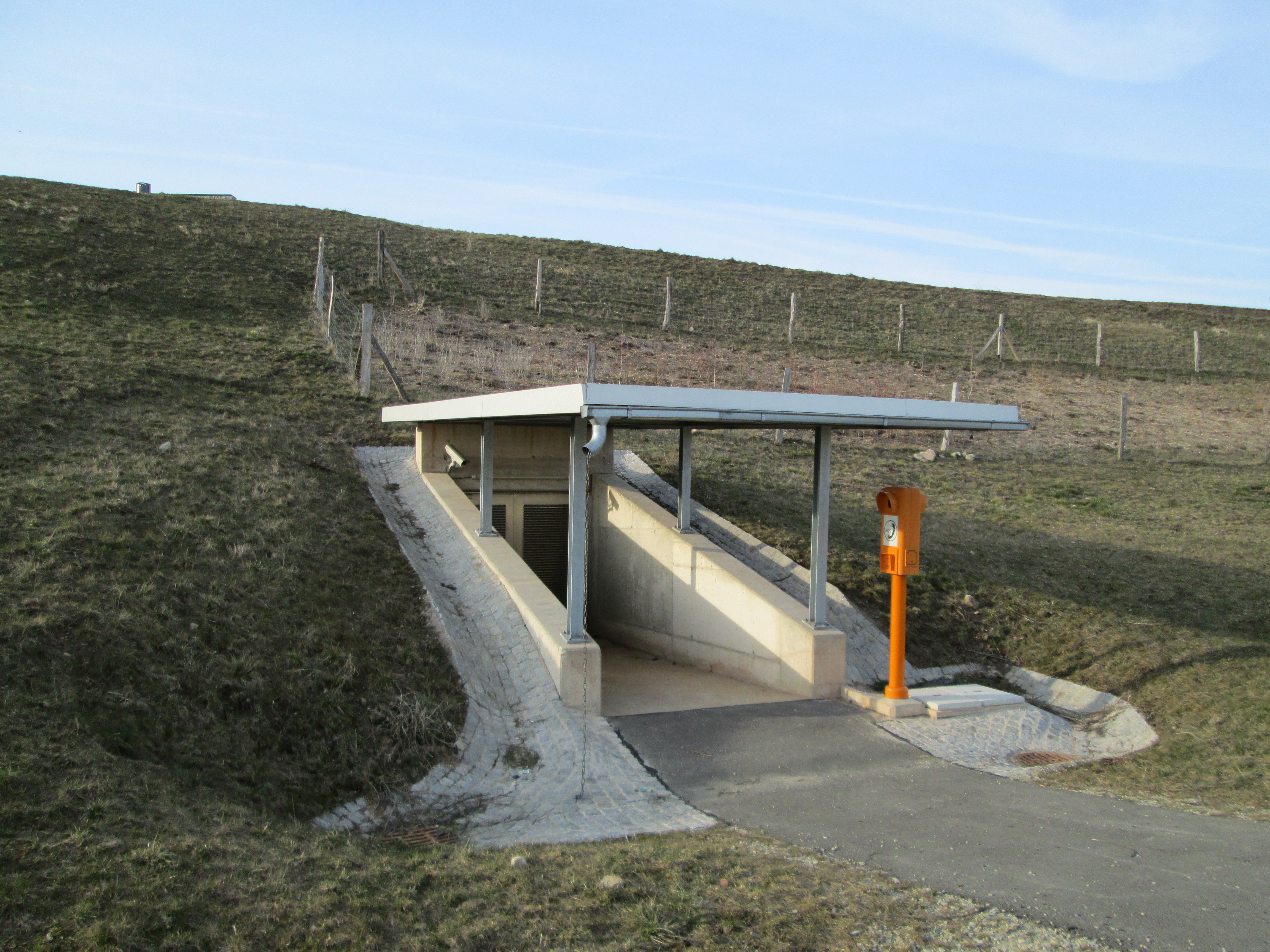
Notausgang
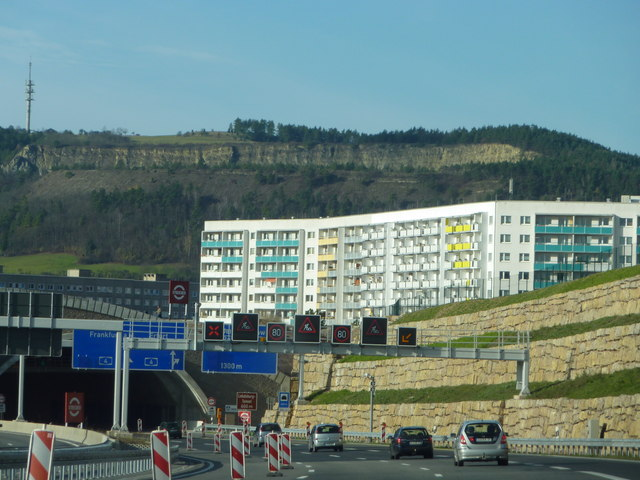
Ostportal
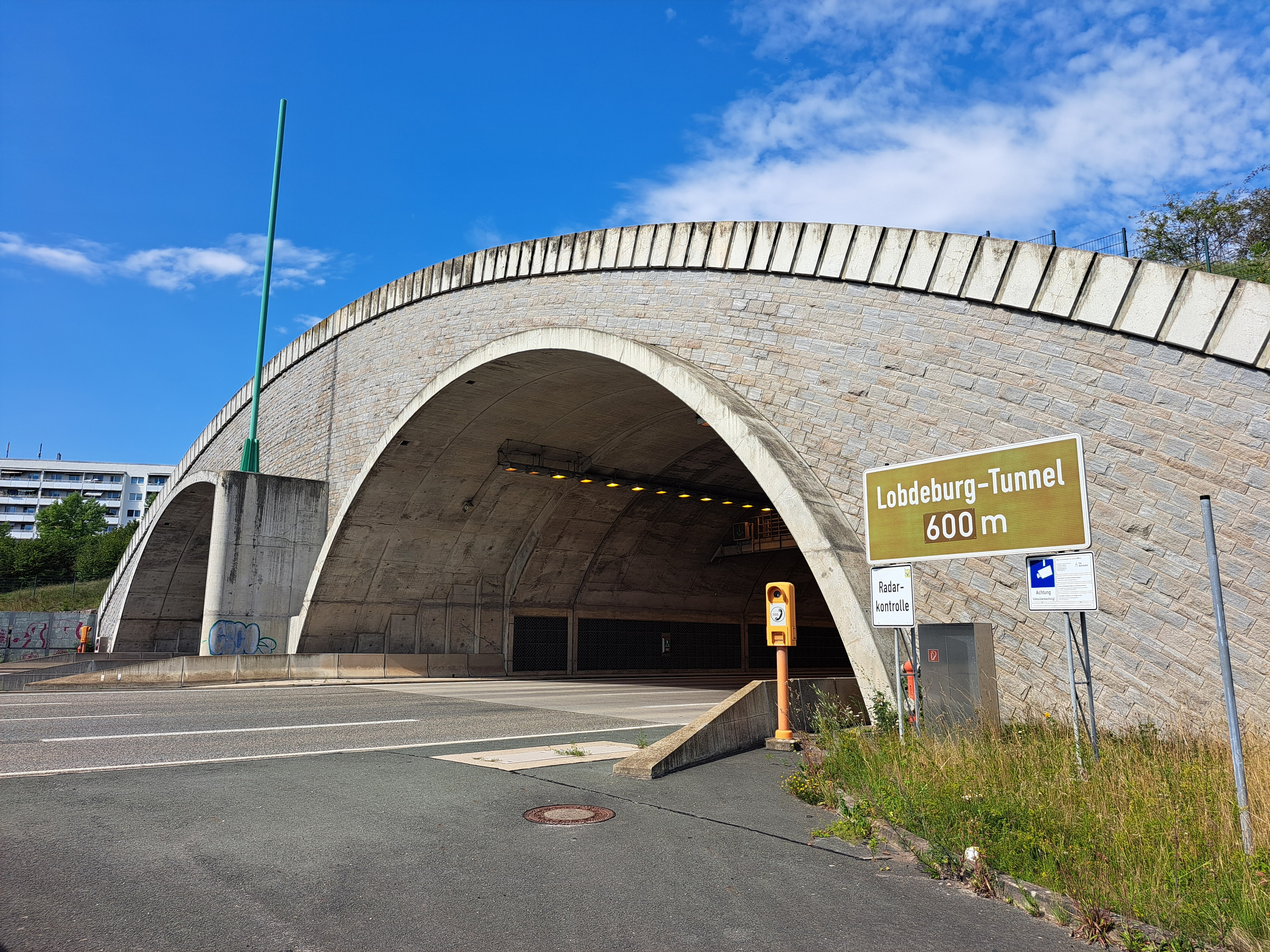
Westseite